# Coup de poing crocheté large
Le coup de poing crocheté large, également appelé half-swing en anglais (littéralement « semi-swing ») est, en boxe, un coup de poing circulaire et large, qui tient à la fois du swing et du crochet.

## Illustration enboxe

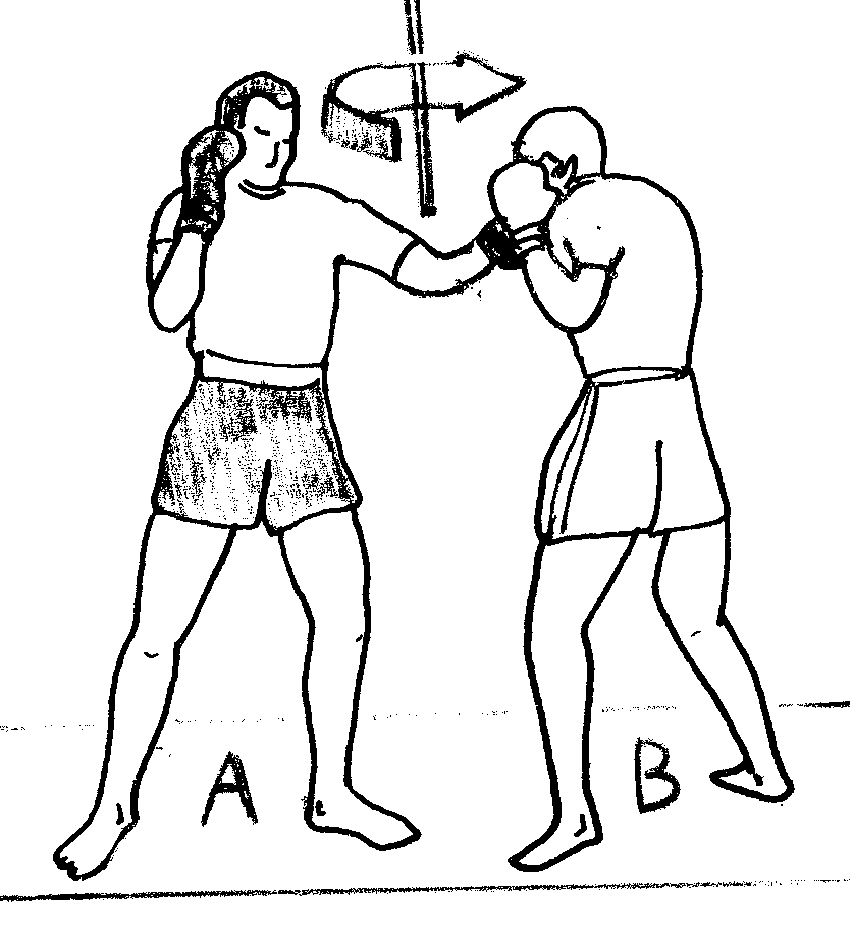
Attaque en coup de poing circulaire de type large du bras avant